# Grotta di Duoi U’Oi
La Grotta di Duoi U’Oi è un sito archeologico che si trova in una grotta nel villaggio di Man Duc, a 25 km dalla città di Hoa Binh nel Vietnam settentrionale.

## Ritrovamenti
Nella grotta sono stati trovati alcuni denti riferibili all'Homo Sapiens datati a 70.000 anni fa, e molti resti animali di mammiferi di medie e grandi dimensioni (Artiodactyla, Perissodactyla, Proboscidea, Carnivora, Rodentia, Primates), caratteristici del tardo Pleistocene.